# Gasville-Oisème
Gasville-Oisème is een gemeente in het Franse departement Eure-et-Loir (regio Centre-Val de Loire). De plaats maakt deel uit van het arrondissement Chartres. Gasville-Oisème telde op 1 januari 2022 1.474 inwoners.

## Geografie
De oppervlakte van Gasville-Oisème bedroeg op 1 januari 2022 9,09 vierkante kilometer; de bevolkingsdichtheid was toen 162,2 inwoners per km².

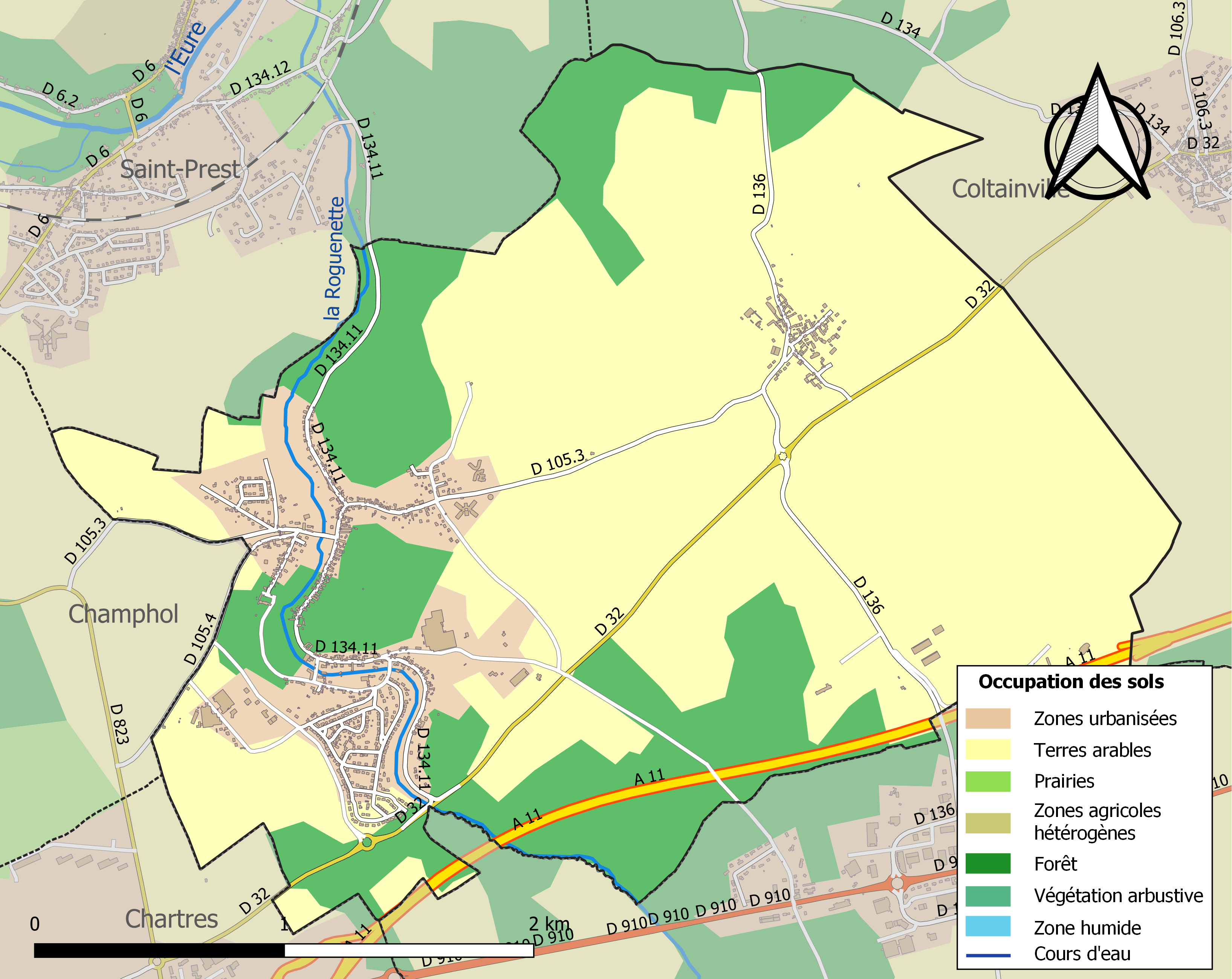
Kaart van de gemeente met belangrijkste infrastructuur, bodemgebruik en omliggende gemeenten

## Demografie
Onderstaande figuur toont het verloop van het inwonertal (bron: INSEE-tellingen).